# جيم هيرون
جيم هيرون هو سياسي كندي، ولد في 21 مارس 1940 في إدمونتون في كندا. حزبياً، نشط في الرابطة التقدمية المحافظة في ألبرتا ‏. وقد انتخب عضو الجمعية التشريعية ألبرتا.